# 歯部
歯部（）、（旧字体: 齒部）は、漢字を部首により分類したグループの一つ。
康熙字典214部首では211番目に置かれる（15画、亥集の25番目）。

## 概要
「齒（歯）」字は門歯を意味する。
「牙」が奥歯を指すのに対し、「歯」字は前歯を指した。その字形の下部は口の中に歯がある形を前面から見た形に象っており、上部の「止」は声符である。引伸して動物のきば、特に象牙を意味した。さらに引伸して器物において歯状に並んでいるものを指す（「鋸歯」など）。また牛馬が1年に1つ歯が生えることから、牛馬の年齢を表すのに用いられた。引伸して人の年齢を指す。「歯」字はその他、並ぶこと、任用することなどを意味した。
なお現代日本では「歯」字が歯の総称として用いられているが、元来、歯の総称として用いられる文字は「牙」であり、これは現代中国語においても変わっていない。
偏旁の意符としては歯に関することを示す。その多くは左側の偏の位置に置かれる。
歯部はこのような意符を構成要素にもつ漢字を収める。

## 簡略字体
日本の新字体では「齒」を「歯」のように簡略化する。一方、中国の簡体字ではこれを「齿」とする。

## 部首の通称
- 日本：は・はへん
- 中国：齒字旁
- 韓国：이치부（i chi bu、はの齒部）
- 英米：Radical tooth

## 部首字

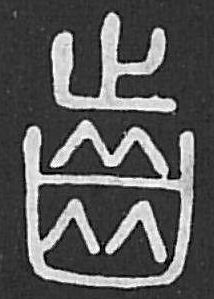
説文解字

齒（歯）
- 中古音
  - 広韻 - 昌里切、止韻、上声
  - 詩韻 - 紙韻、上声
  - 三十六字母 - 穿母三等
- 現代音
  - 普通話 - ピンイン：chǐ 注音：ㄔˇ ウェード式：ch'ih3
  - 広東語 - Jyutping:ci2 イェール式:chi2
- 日本語 - 音：シ（漢音・呉音） 訓：は
- 朝鮮語 - 音：치(chi) 訓：이（i、は）

- 説文解字

## 例字
- 齒（歯）
  - 2:齔、5:齣・齟（𪗱）・齠・齡（齢）、6:齦・齧（𪘂）、7:齬（𪘚）・齪、9:齷・齲、10:齺・𪙔、15:𪙹、16:𪙿、17:𪚃、20:齾・𪚊・𪚋、21:𪚌

### 最大画数
𪚍・𪚎